# Begonia acerifolia
Begonia acerifolia es una especie de planta perenne perteneciente a la familia Begoniaceae. Es originaria de Sudamérica.

## Distribución
Es originaria de Ecuador donde se encuentra en las provincias de Azuay, Bolívar, Cañar, Chimborazo y Loja.

## Taxonomía
Begonia acerifolia fue descrita por Carl Sigismund Kunth y publicado en Nova Genera et Species Plantarum (quarto ed.) 7: 186, t. 644. 1825.
Etimología
Begonia: nombre genérico, acuñado por Charles Plumier, un referente francés en botánica, honra a Michel Bégon, un gobernador de la excolonia francesa de Haití, y fue adoptado por Linneo.
acerifolius: epíteto que procede de Acer, que es el nombre genérico del arce y folius, que significa "follaje", aludiendo a la semejanza foliar entre estas plantas.
sinonimia
- Begonia dolabrifera C.DC.	[3]